# ゲイロード・オープリーランド・リゾート・アンド・コンベンション・センター
ゲイロード・オープリーランド・リゾート・アンド・コンベンション・センター (Gaylord Opryland Resort & Convention Center)は、以前オープリーランド・ホテルとして知られ、テネシー州ナッシュビルにある大きなホテルとコンベンション・センターで、ゲイロード・エンターテイメント・カンパニーの事業部であるゲイロード・ホテルズが所有している。カジノ・ホテルではない世界で最大のホテルであり、ラスベガス以外ではアメリカ合衆国で最大のホテル。

## 歴史
1977年、命名の元となるテーマパークのオープリーランドUSAとグランド・オール・オープリー・ハウスに隣接したオープリーランド・ホテルとしてオープン。最も重要な点として『サザン・ホスピタリティ(米国南部の温かい歓迎)』というテーマが掲げられる。ホテルは通常600の客室、20,000平方フィート（2000m2）のダンスホール、30,000平方フィート（3,000m2）のコンベンション・センターで構成される。当初National Life & Accident Insurance Companyによって造られたが、1982年、オープリーランド・ホテルは大部分のナショナルライフのエンターテイメント部門、WSMラジオ、オープリーランドUSA、グランド・オール・オープリーなどと共にオクラホマ州オクラホマシティに拠点を置くゲイロード・ブロードキャスティング・カンパニー（まもなくゲイロード・エンターテイメント・カンパニーに改名）に売却。
1983年、オープンから6年後オープリーランド・ホテルは『フェイズ2(第2段階)』と呼ばれる最初の大きな拡大を完了。この大事業で467の客室を追加し、移動合計1,067回。フェイズ2では30,000平方フィート（3,000m2）のダンスホールを更に、ホテルの最初の特設温室庭園アトリウムを新たに追加。大きなガラスの下で植物と噴水に満たされた温室庭園は、客が屋外に出ることなく熱帯の庭で散歩をしているように感じるよう設計されている。何百もの部屋には温室を見渡せるバルコニーがある。これはホテルがしたかった最初の本当に独特なものであり、それは次の2回の拡大の準備段階であった。
1988年までオープリーランド・ホテルは、1,891の客室に拡大。『フェイズ3(第3段階)』の拡大では『カスケード』というエリアに更に18,000平方フィート（1,700m2）のダンスホールが加えられ、第2のアトリウムが温室庭園を補うように設計される。『カスケード』は1エーカーのガラスに覆われ、何千もの植物種と大きな人工の滝が特徴。『フェイズ3(第3段階)』の一部として1年で遅れたものの更に4,000平方フィート（400m2）のダンスホールがオープン。そして、より奥深い環境とより細やかな効用のために設計される。
フェイズ3とは別にホテルの2マイル（3.2km）東側に18ホールのゴルフ場である『スプリングハウス・ゴルフ・クラブ』が追加。基準打数72のコース・スタイルで、1994年から2003年までのチャンピオンズツアーのオープリーランドでのベルサウス・シニア・クラシックの本拠地となる。2001年に『スプリングハウス・リンク』、2006年に『ゲイロード・スプリングス』と名称を変更。メリーランドのホテルがオープン前、『ゲイロード・ナショナル』と名称変更。当時社の担当は『オープリーランド』のブランドがナッシュビル（最初はテキサスにも）には強力だが、アメリカ合衆国の他の地方にはそぐわなかった。ブランド変更の努力にもかかわらず、大部分の地方住民（放送メディアを含む）は、『オープリーランド・ホテル』とまだ呼び続けていた。
1996年、『フェイズ4(第4段階』の拡大を完了。1億7500万ドルを投じた『デルタ』は、922の客室を加え計2,881となり、当時ナッシュビルの歴史上最大の建設プロジェクトとなる（1999年にLPフィールド(旧名アデルフィア・コロシアム)によって上回られる。）。さらに55,465平方フィート（5,150m2）のダンスホール、289,000平方フィート（27,000m2）の展示ホールとデルタ・アトリウムが加えられ、既存の構造の大きさを二倍以上にした。高さ150フィート（46m）、4.5エーカー（18,000m2）のアトリウムはルイジアナ州ニューオリンズから多くの資材を借りケイジャンをテーマに作成。また大きなガラスの屋根の下には0.25マイル（400m）のデルタ川（人工の水路）がある。低料金でアトリウムのガイドツアー付きで『デルタ・フラットボート』という小型ボートに乗ることができる。デルタ川が洗礼を受けた時、アメリカ合衆国のあらゆる川を含み、世界中の6,000以上の川から水を抽出されデルタ川へ注がれた。(日本からは多摩川と富士山の川から採取された)
『デルタ』の拡大は、大部分の構成はほとんどやり尽くした上にテーマパークの土地を使い尽くしたとして、多くの努力をテーマパークよりそのホテル部門に集中させていくとの方向性を固めた。1997年、オープリーランドUSAはテーマパークの活動をやめ取り壊された。同時にゲイロード・エンターテイメントはミルズ・コーポレーションとの合弁事業でその場所で120万平方フィート（110,000m2）のオープリー・ミルズというショッピングセンターの建設を発表。テーマパークの閉鎖は次の5年間オープリーランド・ホテルの稼働率を低下させた。ゲイロード・エンターテイメントは後でにモールを独占し、現在場所と『オープリー』という名をミルズ社の後継者としてサイモン・プロパティ・グループに貸与。
テーマパークの閉園の後、ゲイロードはホテルから『オープリーランド』（テーマパークを連想させる名前）の名を外すことを検討。広範囲な市場調査でホテルが『オープリーランド』の名前無しでその評判を築き上げるのは困難という結果になり、外さない方針に決定。
1990年代後期、ゲイロード・エンターテイメントは、ちょうどオープリーランド・ホテルの通りの向こう側、マクガヴォク・パイクにラマダ・インを経営。『オープリーランドのホテル』として一般に知られていたラマダとの提携を解消。それは現在ラディソン・ホテルと提携。このモーテルは経済的価格でオープリーランド・ホテルの品質と快適さを受けたい客に向いている。
1999年、拡大を予定し1997年に作られた新しいゲイロードの子会社『オープリーランド・ロッジング・グループ』は『オープリーランド・ホテルズ』に名前を変えられ、フロリダ州キシミー、テキサス州グレイプバインで姉妹提携を計画し実現。もう一つのホテルはメリーランド州プリンスジョージ郡であると後に発表。これらの新しい計画の結果、ホテルはオープリーランド・ホテル・ナッシュビルと名前を変えられ、会社のオープリーランド・ホテルズの旗艦としての財産となる。他のホテルはそれぞれ『オープリーランド・ホテル・フロリダ』『オープリーランド・ホテル・テキサス』『オープリーランド・ホテル・ポトマック』という名前となる。
2001年10月26日、オープリーランド・ホテル・ナッシュビルは親会社から名前を取りゲイロード・オープリーランド・リゾート・アンド・コンベンション・センター（または略してゲイロード・オープリーランド）としてブランド再生。ゲイロード・エンターテイメントはフロリダの新しいホテルから『オープリーランド』という名を外そうとした。オープリーランド・ホテルズの部門は『ゲイロード・ホテルズ』と名称変更し、フロリダのホテルは『ゲイロード・パームズ』となり、テキサスのホテルはまず最初に『ゲイロード・オープリーランド・テキサス』と呼ばれていたが『ゲイロード・テキサン』に後で変えられ、より多くの市場調査の後、独自のアイデンティティを必要と結論。
2003年、500万ドルを投じ拡大の代わりにブランド変更と共に革新を果たす。いくつかのホテルのレストランとパブ及び新しい販売体制と建築改善の改修とブランド変更をする。ここ数年に渡りホテルの2,881の客室の全てを作り直す計画も発表される。
2003年の報道によると、ゲイロード・オープリーランドは近い将来5,000席の円形劇場を建設する予定であったが、その計画はコンベンション・センターの拡張に変更。

## 将来計画
2007年2月12日、ゲイロード・ホテルズは再度ゲイロード・オープリーランドを、今度はコンベンション・センターに集中して拡大する計画を発表し。4億ドルの拡大は、既存のコンベンション・センターのサイズを約二倍にし、独立したスイイートルームを400部屋追加。大きな駐車場も追加。拡大は既存の建物の南部に構築され、オープリー・ミルズの方へ建築を進める。
市政府を通し公的融資で8000万ドルを受け、拡大によって発生する財産税を通して返される計画。このプロセスの第一歩は、テネシー総会でこの場所を『特別観光開発地帯』と称す。
この拡大は、ゲイロード・オープリーランドがネバダ州ラスベガスの他に最も大きなコンベンション・ホテルとなる。2010年までに完了予定。

## ホテル・エリア
その姉妹ホテルとは異なり、ゲイロード・オープリーランドは度重なる拡大の結果として普通の構造レイアウトではない。このため何度も訪れる客でも道に迷うことがある。従業員でさえも時々ホテルで道に迷うと言われている。
- マグノリア - 最初のロビーとホテルの売店のエリア。現在『ディストリクト』と大階段を特徴とし、『風と共に去りぬ』のタラのイメージで作られる。
- ガーデン・コンサバトリー - 最初のアトリウムがありホテルの中心と考えられる。毎年結婚式がライオンの噴水とガラスのあずまやの近くの温室庭園のロマンチックなセッティングで行われる。
- カスケード - 第2のアトリウムがある。『ワサビ』（日本の寿司レストラン）、ホテル最大の滝、回転するカスケード・テラス・ラウンジを特徴とする。メイン・ロビーに繋がり、ここでのみ受付ができる。
- デルタ -最大であり第3のアトリウムがある。現在ゲイロード・オープリーランドの活動の中心。デルタ川、売店、レストラン、ゲイロード・オープリーランドの最上のレストラン『オールド・ヒッコリー・ステーキハウス』がある。オープリー・ミルズへ接続している。デルタ・プロジェクトは拡大の主な創造であった。
- コンベンション・センター - 3つの主な展示場と5つのダンスホールがある、テネシーで最大の会議場。

## コンベンション・センター
ゲイロード・オープリーランドのコンベンション・センターは、市政府が所有するナッシュビル・コンベンション・センター(Nashville Convention Center。以下NCC)と直接比較される。ゲイロード・オープリーランドは大きな会議をするため造られNCCはそれより小さな集会に適する。ナッシュビルはNCCが比較的小さいために大会議を行うことができないため既存の公共の会議場を拡大するか、移転する計画を現在考慮。対照的に、NCCが1987年にナッシュビルのダウンタウンにオープンし、定期的に大会議を行ってから、ゲイロード・オープリーランドは二回そのコンベンション・センターを拡大。
ゲイロード・オープリーランドは、現在3つの展示場と5つのダンスホールがある。ゲイロード・オープリーランド・コンベンション・センターはその大きいホテルと結合し、一度に少なくとも10から12の別の会議を容易に行える。ほとんどの週末には少なくとも2つの会議が行われている。
コンベンション・センターは、それぞれ大きさと目的に合わせて選択できるマグノリア、テネシー、プレジデント、ガバナー、デルタの5つの地域に分けられる。現在、高さが3段階に違うダンスホールと展示場がある。
ホテルには現在の109,465平方フィート（10,170m2）ダンスホールと319,000平方フィート（30,000m2）の展示場がある。計画ではそのサイズが約二倍になる予定（上記参照）。

## 地域貢献
ゲイロード・オープリーランドが郊外の会議場としての責務を果たすと同時に地元のコミュニティに貢献。多くの地元の高校は毎年プロムでダンスホールを利用。またその立地条件、レストラン、歩道、風景のため、ナッシュビルで最良の『最初のデート・スポット』のうちの1つであると言われている。多くの地元企業もコンベンション・センターの会議場を利用。大部分の他のカジノのないホテルとは異なり、ゲイロード・オープリーランドを訪れる客の多くは宿泊客ばかりではない。様々な店と共に様々なアトリウムの風景とレストランは、毎日、多くの予約なしの客をホテルに引きつける。
外にあるタウン・パークでは現在は車を駐車するのに18ドルかかるが（ホテル自体に駐車場がない）、地方住民は無料で近くのオープリー・ミルズに駐車し、ゲイロード・オープリーランドへ歩いて行くことがある。ただし夜通し停めるにはセキュリティがないため危険である。しかし係員付き駐車サービスは1泊25ドルで宿泊客も利用できる。

## カントリー・クリスマス
毎年11月から翌年1月中旬までゲイロード・オープリーランドは『カントリー・クリスマス』というクリスマスの装飾の大きなディスプレイを見るため何千もの訪問客が訪れる。何百万もの装飾的なライトが木に飾られ、3つのアトリウムはアニマトロニクスなど色々な装飾を施される。ホテルは毎年7月からライトを設置し始める。その上、『ICE!』、氷の彫刻、ディスプレイとラジオ・シティー・ロケッツのクリスマス・スペキュタクラーなどいくつかの特別なホリデーをテーマにしたショーやアトラクションが行われる。2007と2008年のクリスマス・シーズンで『ICE!』のテーマはドクター・スースの『グリンチ』であったが2009年のテーマはまた変わる予定。2008年はゲイロード・オープリーランドの『カントリー・クリスマス』の25周年記念である。
- 2008年のカントリー・クリスマス・イベント
  - ルイーズ・マンドレル・クリスマス・ディナー・ショー
  - サンタクロースと写真撮影
  - ウインターワンダーランド・エリア
    - 新子供列車
    - アメリカ合衆国、イングランド、ウクライナのホリデー・クラフト・ショー
    - ツリー広場 (地域および全国の様々な慈善団体に送られたスペシャルに飾られた木の展示）
    - ジンジャーブレッド・コーナー (子供たちがジンジャーブレッド・ハウス、ジンジャーブレッド・マンを作ることができる)

  - サンタ・メール
  - デルタ・アトリウムの『ブライテスト・スター・ファウンテン・ショー』(星の噴水ショー)
  - 馬車(52エーカーを回る)
  - キリスト降誕のショー
  - リストランテ・ボラーレでグリンチと朝食
  - カスケード・アトリウムでロカビリー・クリスマス・ミュージカル
  - グランド・オール・オープリーでラジオ・シティ・ロケッツ
  - ジェネラル・ジャクソン・ショーボートでナッシュ・ベガス!のホリデー・ショー
  - ICE!フィーチャリング・グリンチ
  - 完全復活したデルタ・アトリウム・クリスマス・ツリー(2007年から改修のためなかった)
  - カントリー・クリスマス・ギフト・ショップ

## 特徴
- ゲイロード・ホテルズが所有する50kWのカントリー・ミュージックのAMラジオ局の650 kHzのWSMのスタジオの本拠地。
- デルタとカスケード・アトリウムで光と水のショーがある。
- テネシー州全土から207人のアーティストによる238のアートがある。
- 0.25マイル（0.40km）の『川』には数種の魚が住んでいる。
- グランド・オール・オープリーとオープリー・ミルズに隣接している。
- ホテルからは見えないが、カンバーランド川に隣接している。

## 仕様
- 客室計2,881室
  - スイート・ルーム 200室以上
  - アトリウムに面したプライベート・バルコニーやパティオまたはアトリウムに突き出た大きな出窓がある部屋 750室以上
- 109,465平方フィート（10,170m2）のダンスホール・スペース
- 319,000平方フィート（30,000m2）の展示場
- リストランテ・ボラーレ、オールド・ヒッコリー・ステーキハウス、カスケード・シーフード・レストラン、ラスティーズ・スポーツ・バー、ウオーターズ・エッジ・マーケットプレイス、フィンドリーズ・アイリッシュ・パブのフルサービスの6つのレストランがある。
- カスケード・テラス・ラウンジ、ジャックダニエル・サルーン、ライブラリー・アット・オールド・ヒッコリーの3つのラウンジがある。
- STAXハンバーガーズ、パイサノズ・ピザ、ハーゲンダッツ、クリスティ・クッキー、コンサバトリー・カフェ、わさび寿司、ジャバ・コースト・コーヒー、ゴディバ・ショコラティエの8つのレストランがある。
- アミーリアズ、サバンナズ・アンド・ミス・スカーレッツなど3店の婦人服店、アレキサンダー・カリファノズ宝石店、カスケード、マグノリア、デルタ・ネセシティーズ・ストア、カウボーイズ・アンド・エンジェルス、デルタ・ギフト・アンド・デコ、ブッシェルズ・アンド・バスケッツ、オープリー・ショップ、ブックマーク、サニーGチルドレンズ・ブティック、ゲイロード・ゴルフ・スプリング・ショップの14の小売店がある。
- グルメ料理各種取り合わせと『コットン・キャンディ・マティーニ』含むカクテルを専門とするFUSE ナイトクラブがある。
- フィットネスセンターと同様サロン、サウナ、ブティックなどフルサービスを特徴とし色々なマッサージと高級なサービスを提供するリラーチェ・スパ・アンド・サロンが24時間オープン。リラーチェにはホテルの屋内プールと屋外プールの1つがある。
- 多くのゲームや景品ゲームなどがあるアーケードがある。

## 姉妹ホテル
- ゲイロード・パームズ - フロリダ州キシミー、
- ゲイロード・テキサン - テキサス州グレイプバイン
- ゲイロード・ナショナル - メリーランド州プリンスジョージ郡

### ゲイロード関連のナッシュビルの場所
- グランド・オール・オープリー
- ジェネラル・ジャクソン・ショーボート
- ライマン公会堂
- ワイルドホース・サルーン
- WSMラジオ
- ゲイロード・スプリングス
- オープリーランドUSAテーマパーク（以前）